# 9674 Slovenija
9674 Slovenija este un asteroid din centura principală de asteroizi.

## Descriere
9674 Slovenija este un asteroid din centura principală de asteroizi. A fost descoperit pe 23 august 1998 la Črni Vrh de Observatorul din Črni Vrh. Asteroidul prezintă o orbită caracterizată de o semiaxă mare de 2,57 ua, o excentricitate de 0,13 și o înclinație de 8,5° în raport cu ecliptica.